# Поляк, Войцех
Во́йцех По́ляк (пол. Wojciech Polak; род. 19 декабря 1964, Иновроцлав, Польша) — польский прелат. Титулярный епископ Монс и Нумидии и вспомогательный епископ Гнезно с 8 апреля 2003 по 17 мая 2014. Генеральный секретарь конференции католических епископов Польши с 2011 по 2014. Архиепископ Гнезненский и примас Польши с 17 мая 2014.

## Образование
В 1983 году, после сдачи экзамена на аттестат зрелости в III средней школе в Торуни, он начал изучать философию и богословие в Высшей духовной семинарии в Гнезно; 21 июня 1988 года получил степень магистра в области нравственного богословия в Папском Богословском факультете в Познани.

## Священство и научная деятельность
Был рукоположён 13 мая 1989 года в соборе Гнезно с примасом Польши кардиналом Юзефом Глемпом. В 1989—1991 годах был викарием в приходе церкви в Быдгоще и одновременно секретарь вспомогательного епископа Гнезно Яна Новака. Решением примаса Польши в 1991 году был направлен на обучение в Папский Латеранский университет в Риме, где обучался в 1991—1993 годах. 20 июня 1993 года получил степень бакалавра в области нравственного богословия. 13 ноября 1995 года защитил докторскую диссертациию по теме «Chiesa, peccato, riconciliazione. Il rapporto tra l’ecclesiologia e la dimensione ecclesiale del peccato e della riconciliazione nell’insegnamento del Magistero postconciliare», подготовленной под руководством профессора Бруно Хильдбера (ЧССР). Диссертация была опубликована в 1996 году. 20 июня 1996 года он получил степень доктора богословия.
Архиепископ Генрик Мушинский, митрополит Гнезно, 1 сентября 1995 года назначил его префектом семинарии в Гнезно и профессором нравственного богословия в той же семинарии и богословского института в Гнезно и Института христианской культуры в Быдгоще. С 1 октября 1996 года также читал лекции в Семинарии Миссионеров Святого Духа в Быдгоще. 1 декабря 1998 года он был назначен вице-канцлером университета имени Адама Мицкевича в Познани и, одновременно, доцентом кафедры нравственного богословия и духовности факультета теологии этого же университета. С 1 августа 1999 года назначен ректором Высшей духовной семинарии в Гнезно. Он был настоятель храма св. Иоанна в Гнезнеском замке. Был советником Коллегии и заместителем главного редактора «Studia Gnesnensia». Будучи ректором, входил в Пастырский Совет и Совет Капелланов, в последнем, он был секретарём.

## Епископ
8 апреля 2003 года Папа Иоанн Павел II назначил его вспомогательным епископом архиепархии Гнезно; титулярным епископом Монте-ди-Нумидия. 4 мая 2003 в соборе Гнезно был рукоположён во епископа архиепископом Генриком Мушинским. С 8 мая 2003 года — викарий архиепархии Гнезно, председатель Отдела катехизации и католических школ курии Гнезно. 21 июня 2003 года он был назначен директором епархиальной программы по обучению капелланов и членом совета программы обучения. С 1 января 2004 года он был назначен председателем Издательского совета, а после его реорганизации, с 1 марта 2005 года был назначен председателем Экономического совета того же издательства.
Конференция католических епископов Польши в 2005 году избрала его ответственным за пастырство призване в Польше. В октябре 2011 года стал генеральным секретарём Польской епископской конференции. Он вёл переговоры с представителями Русской православной церкви. Их результатом стало общее послание примирения России и Польши за подписью архиепископа Юзефа Михалика и патриарха Кирилла. Через год было подписано аналогичное польско-украинское заявление. Он принимал активное участие в работе Совместной комиссии правительства и епископата Польши.

## Примас Польши
17 мая 2014 года был избран архиепископом-митрополитом Гнезно и примасом Польши.

## Награды
- Почётный гражданин гмины Гневково (2012 год)[2].
- Komandoria Missio Reconciliationis (2015 год, Всепольское общество «Миссия примирения»)[3].
- Медаль Коронации (пол. Medal Koronacyjny, 2008 год) — в знак признания его заслуг перед городом Гнезно[4].